# Evropská silnice E30
Evropská silnice E30 je evropskou silnicí 1. třídy. Začíná v irském Corku a končí ve ruském Omsku. E30 je jednou z nejdelších evropských silnic s celkovou délkou 5800 kilometrů, kde 3300 kilometrů je vzdálenost z Corku do Moskvy a zbývajících 2500 je vzdálenost z Moskvy do Omsku.
Původně trasa vedla z Corku do Samary a měřila 4912 km a byla označena jako E8. E30 prochází sedmi státy a je dvakrát přerušena mořem. Stejně jako ostatní evropské silnice ani E30 není na území Spojeného království značena. Na území Německa je trasa vedena především po dálnicích A2, A10, A12 a A30. V Polsku potom E30 vede hlavně po dálnici A2.

## Trasa
- Irsko
  - Cork – Waterford – Wexford – Rosslare Harbour

- Spojené království
  -  Wales
    - Fishguard – Carmarthen – Llanelli – Swansea – Port Talbot – Bridgend – Cardiff – Newport

  -  Anglie
    - Bristol – Swindon – Reading – Slough – Chelmsford – Colchester – Ipswich – Felixstowe

- Nizozemsko
  - Hook of Holland – Haag – Gouda – Utrecht – Amersfoort – Apeldoorn – Deventer – Hengelo – Oldenzaal

- Německo
  - Osnabrück – Bad Oeynhausen – Hannover – Braunschweig – Magdeburk – Postupim – Berlín – Frankfurt nad Odrou

- Polsko
  - Świebodzin – Poznaň – Konin – Stryków – Łowicz – Varšava – Siedlce – Biała Podlaska – Terespol

- Bělorusko
  - Brest – Kobryn – Baranavičy – Minsk – Barysaŭ – Orša

- Rusko
  - Smolensk – Moskva – Rjazaň – Penza – Samara – Ufa – Čeljabinsk – Kurgan – Omsk

## Galerie

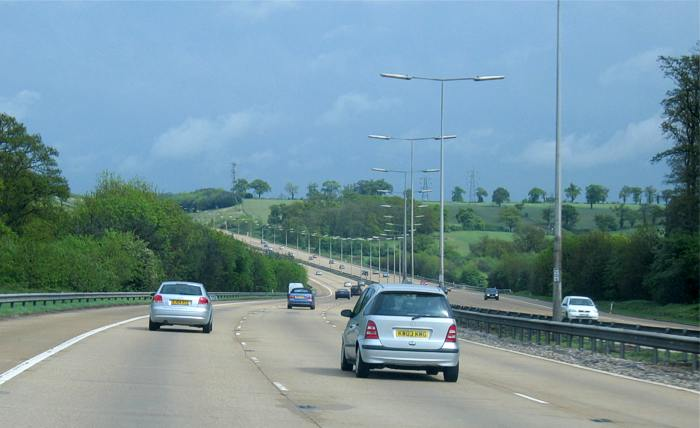
E30 v Anglii
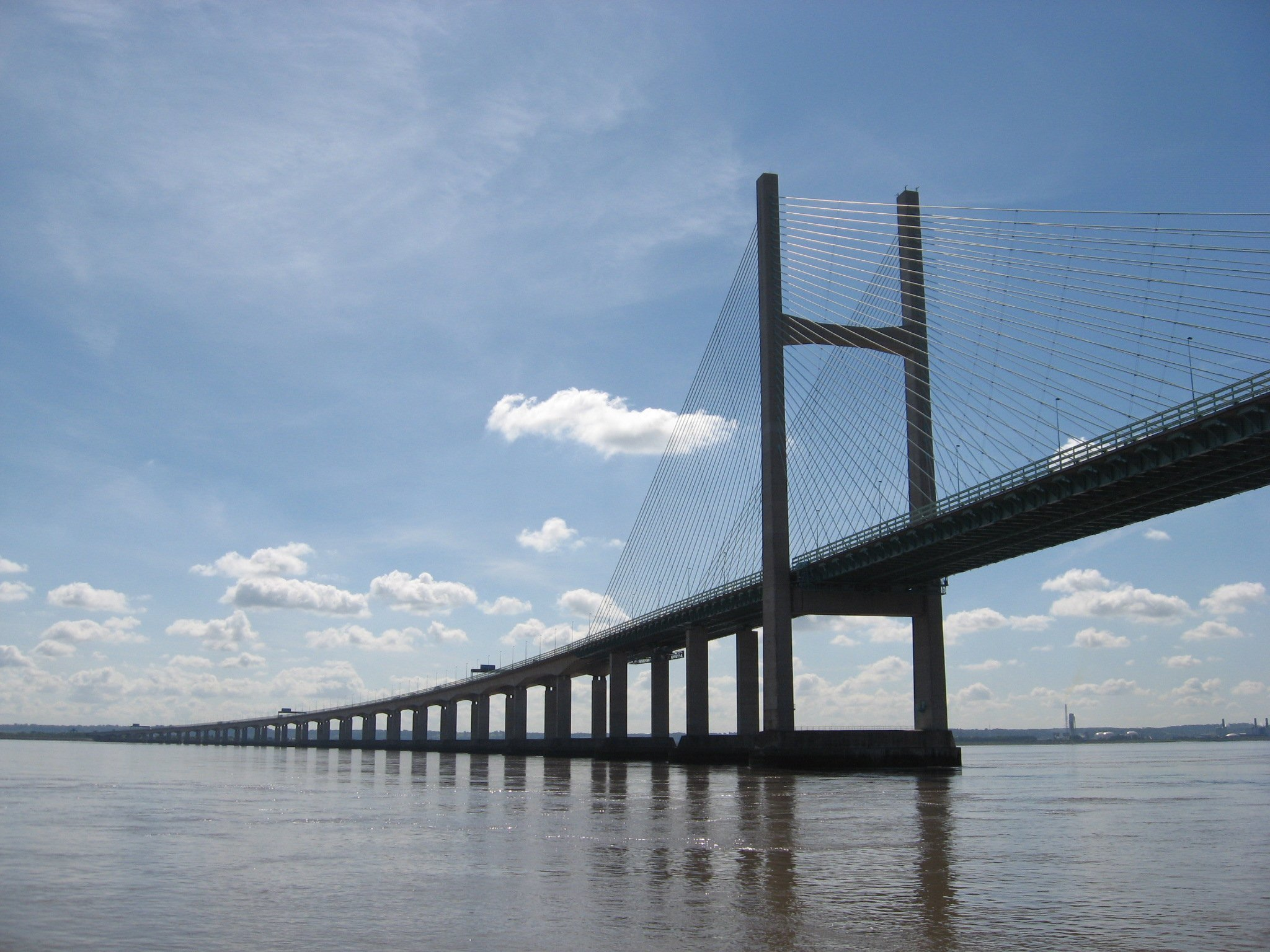
E30 u Bristolu
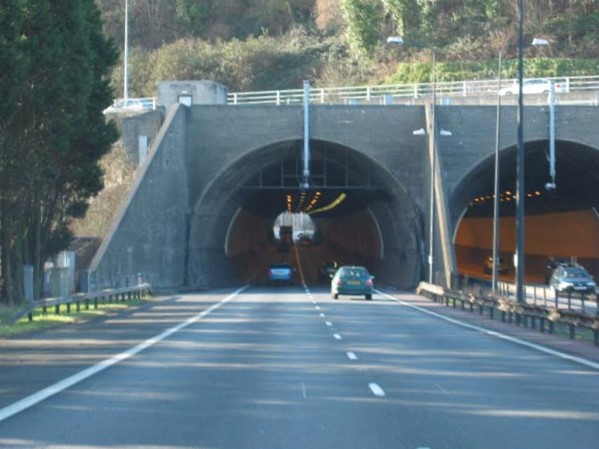
E30 v Anglii
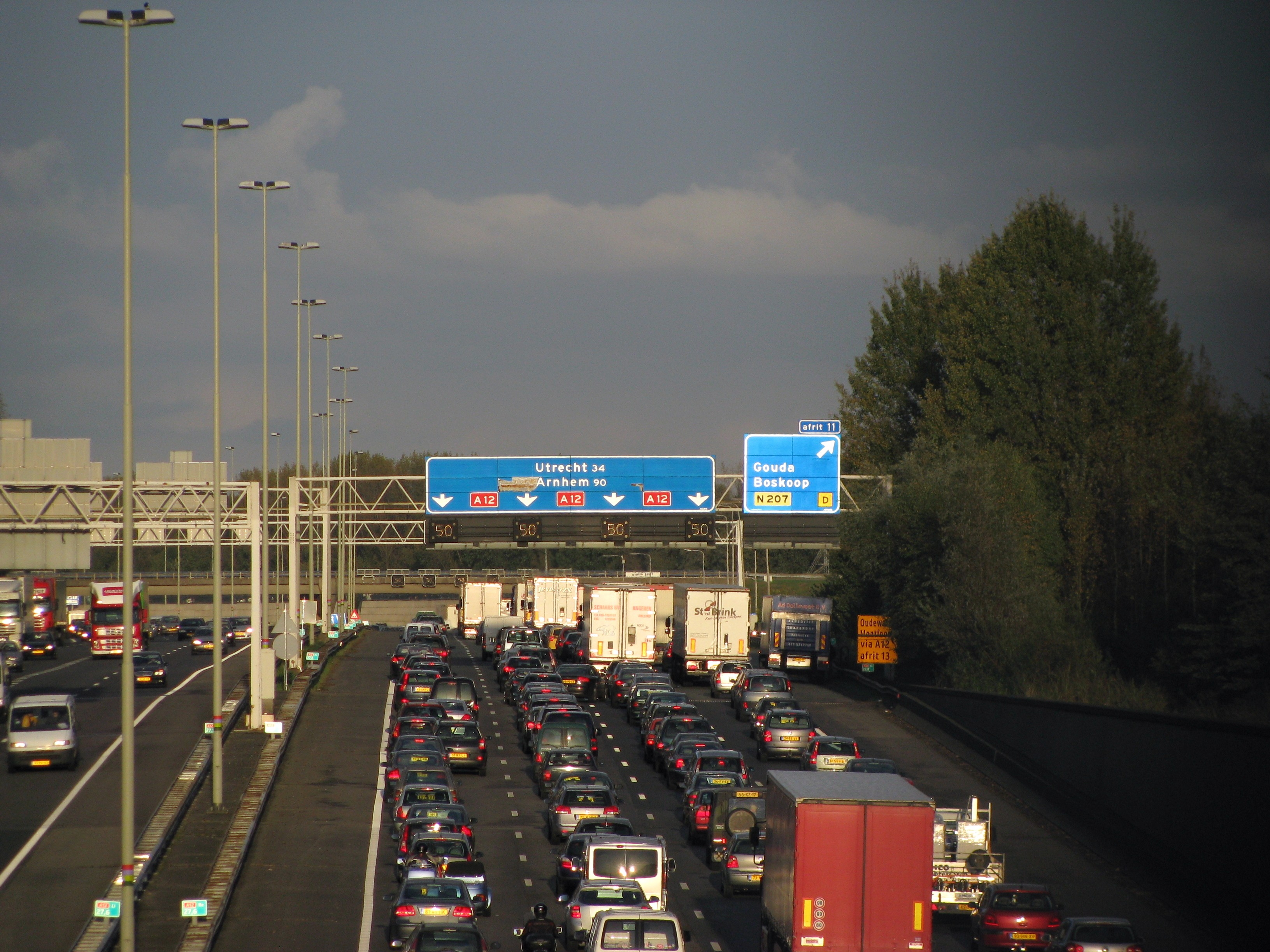
E30 v Nizozemsku
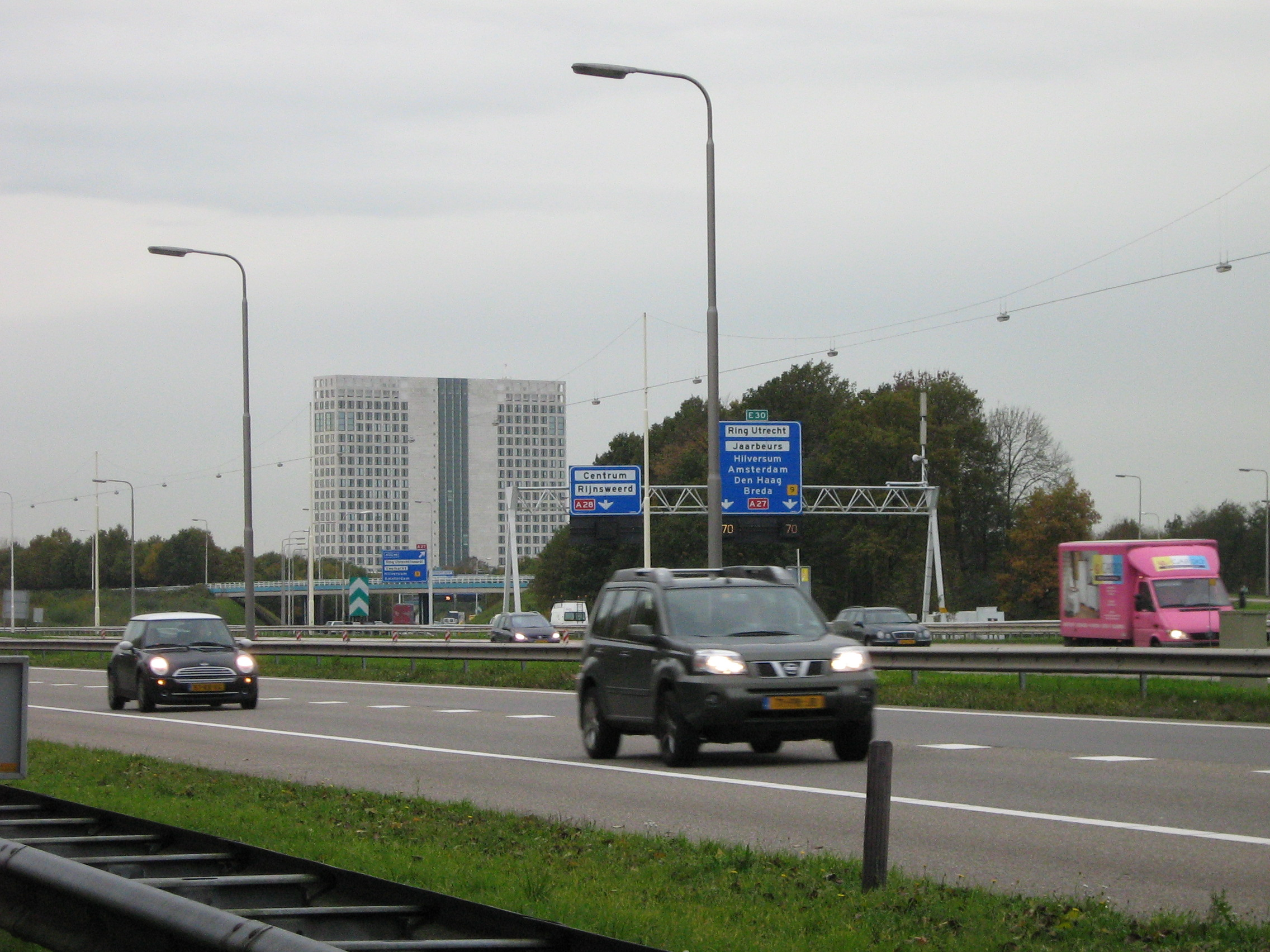
E30 v Utrechtu
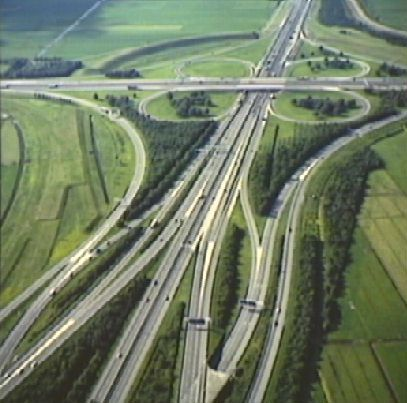
E30 poblíž Utrechtu
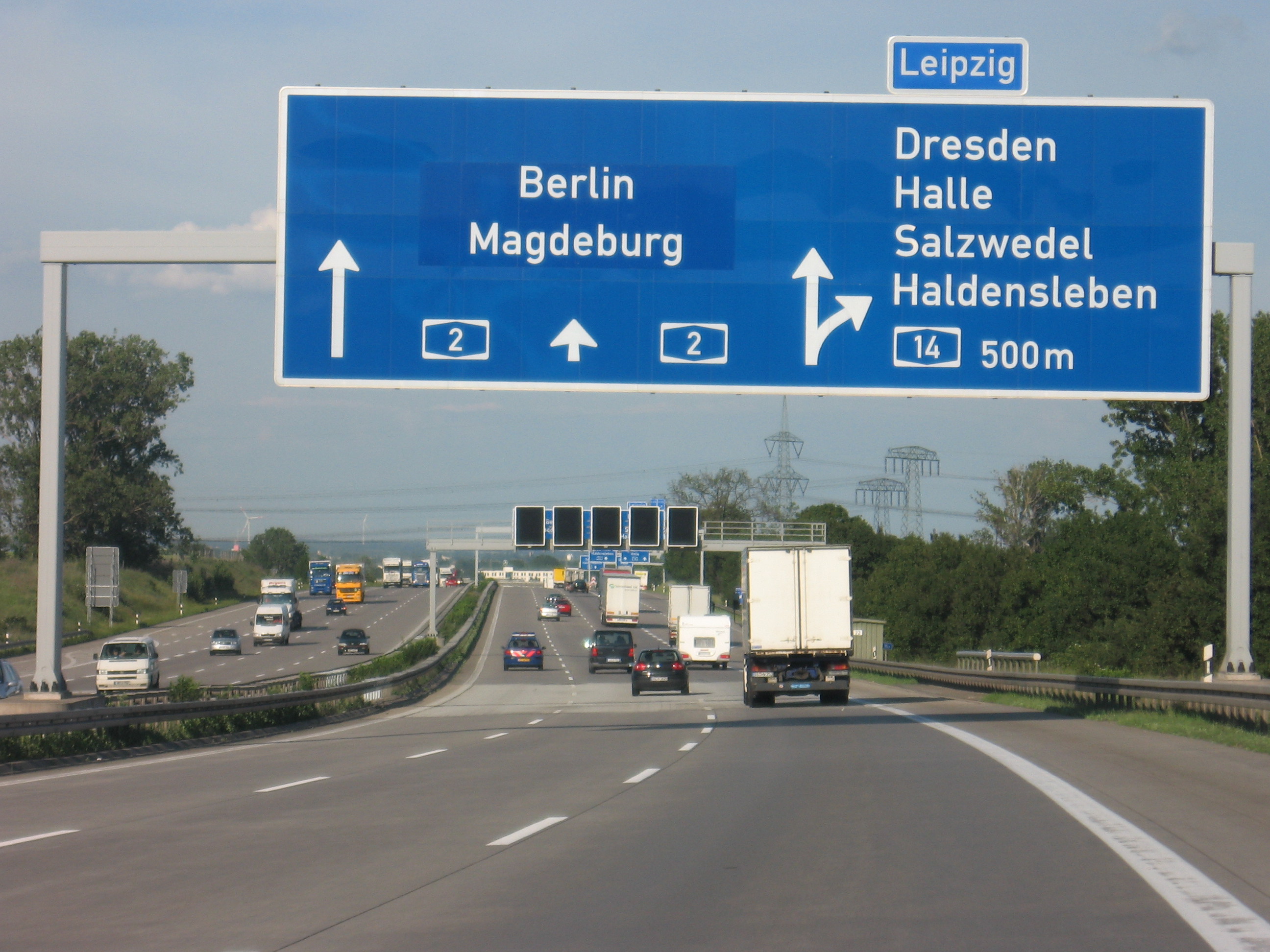
E30 v Německu
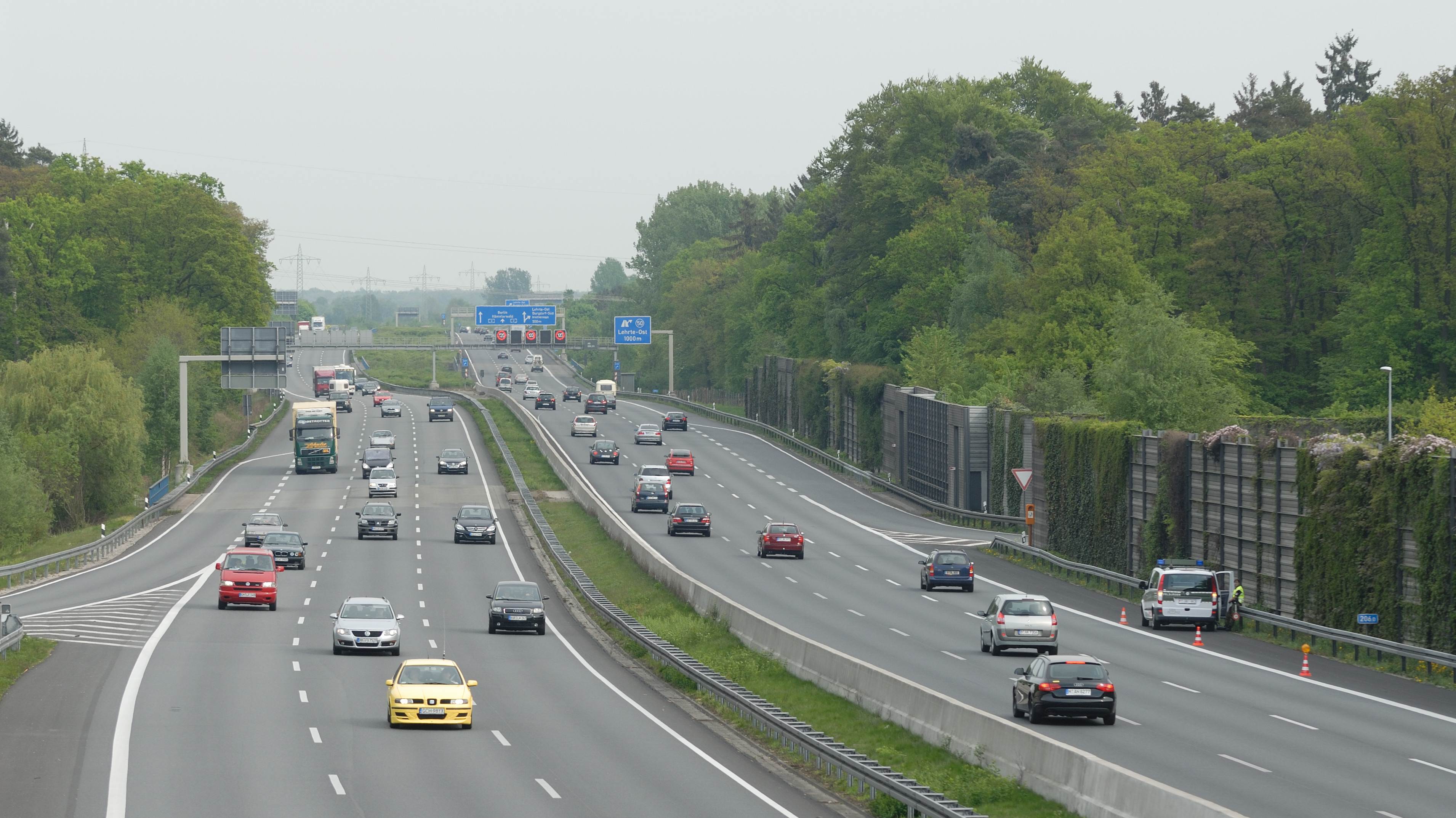
E30 v Německu
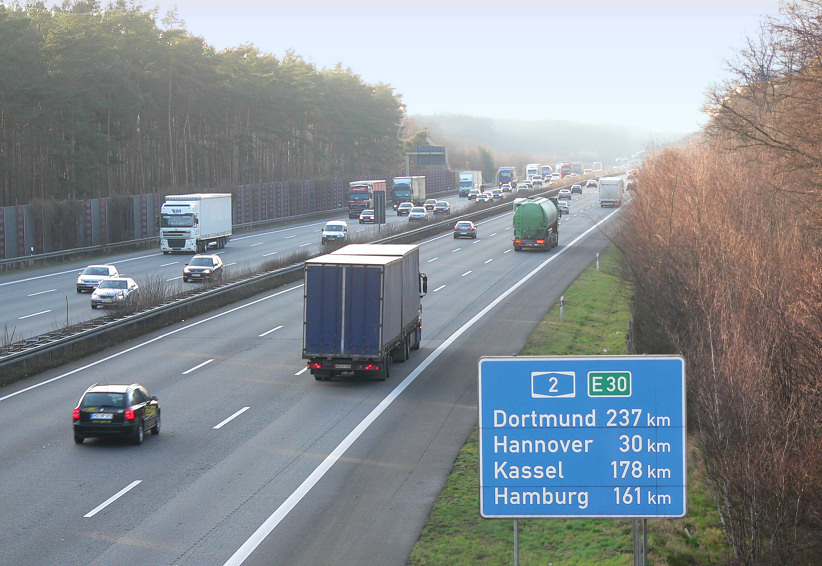
E30 v Německu
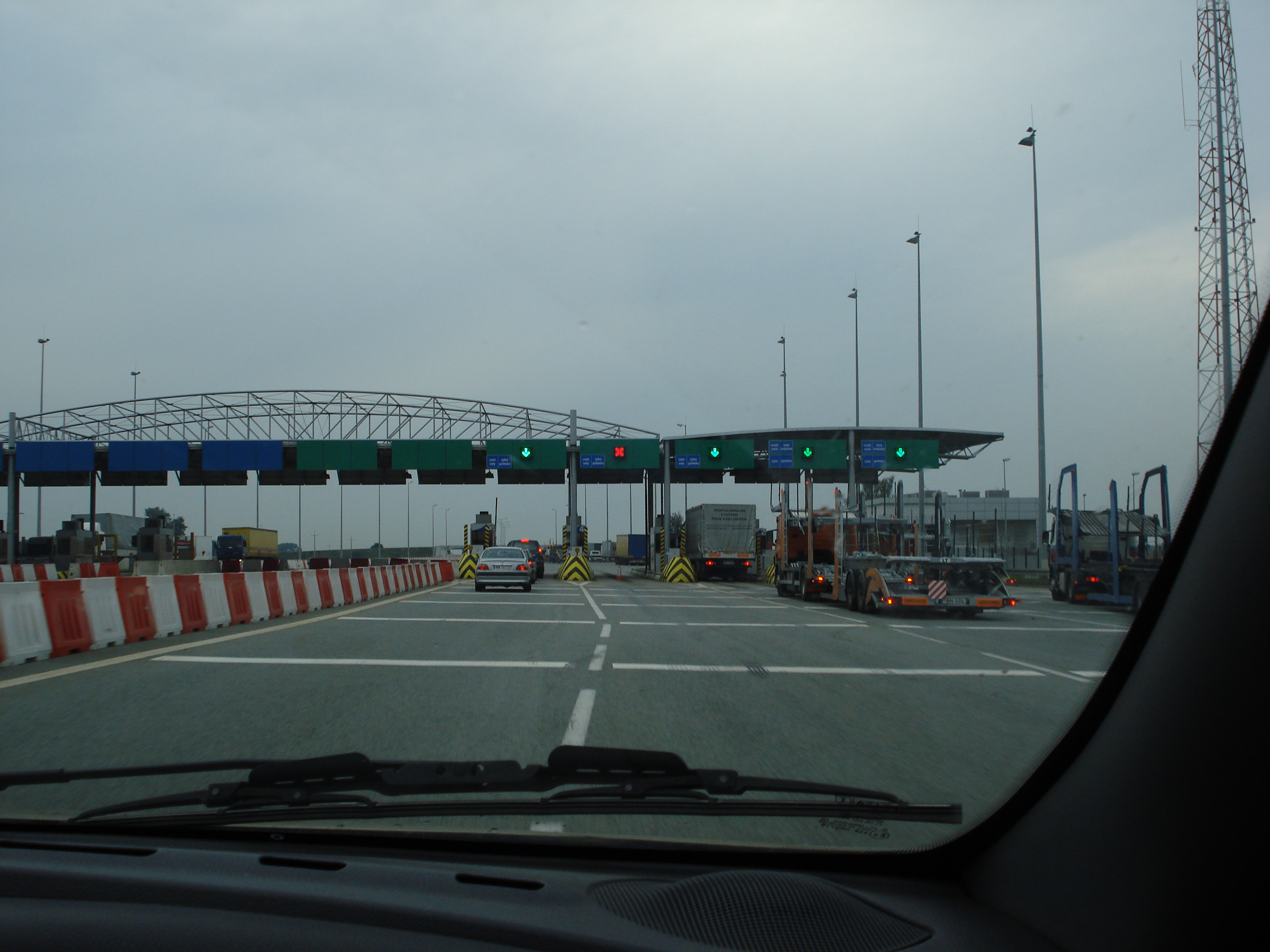
E30 v Polsku
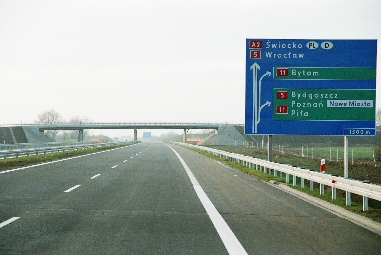
E30 v Poznani
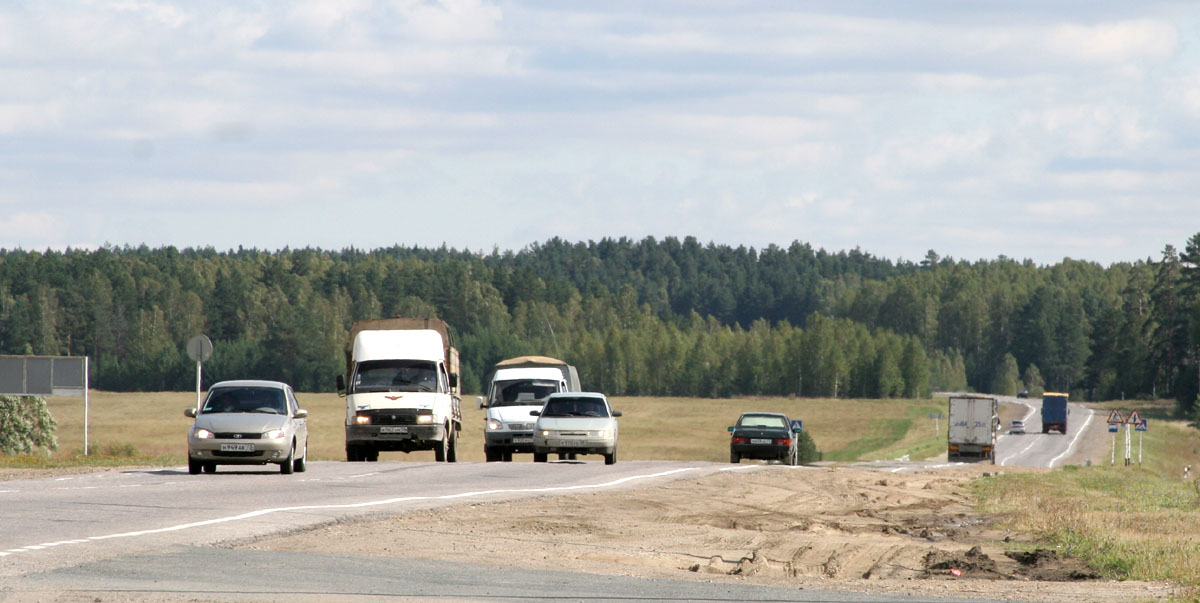
E30 v Rusku
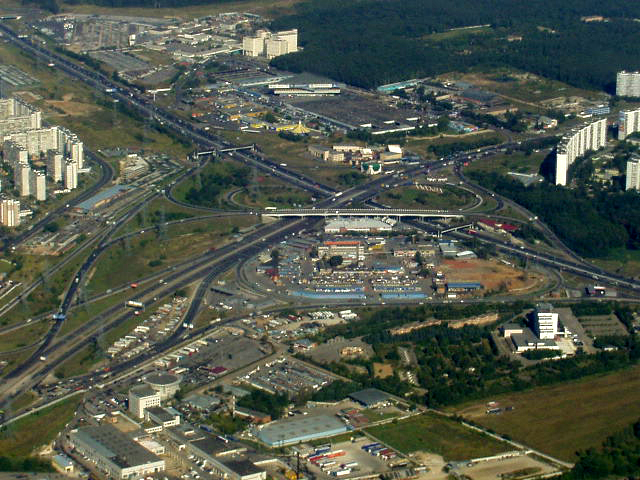
E30 na MKAD